# SS-Truppenübungsplatz Seelager
Koordinaten: 57° 31′ 0″ N, 22° 21′ 0″ O

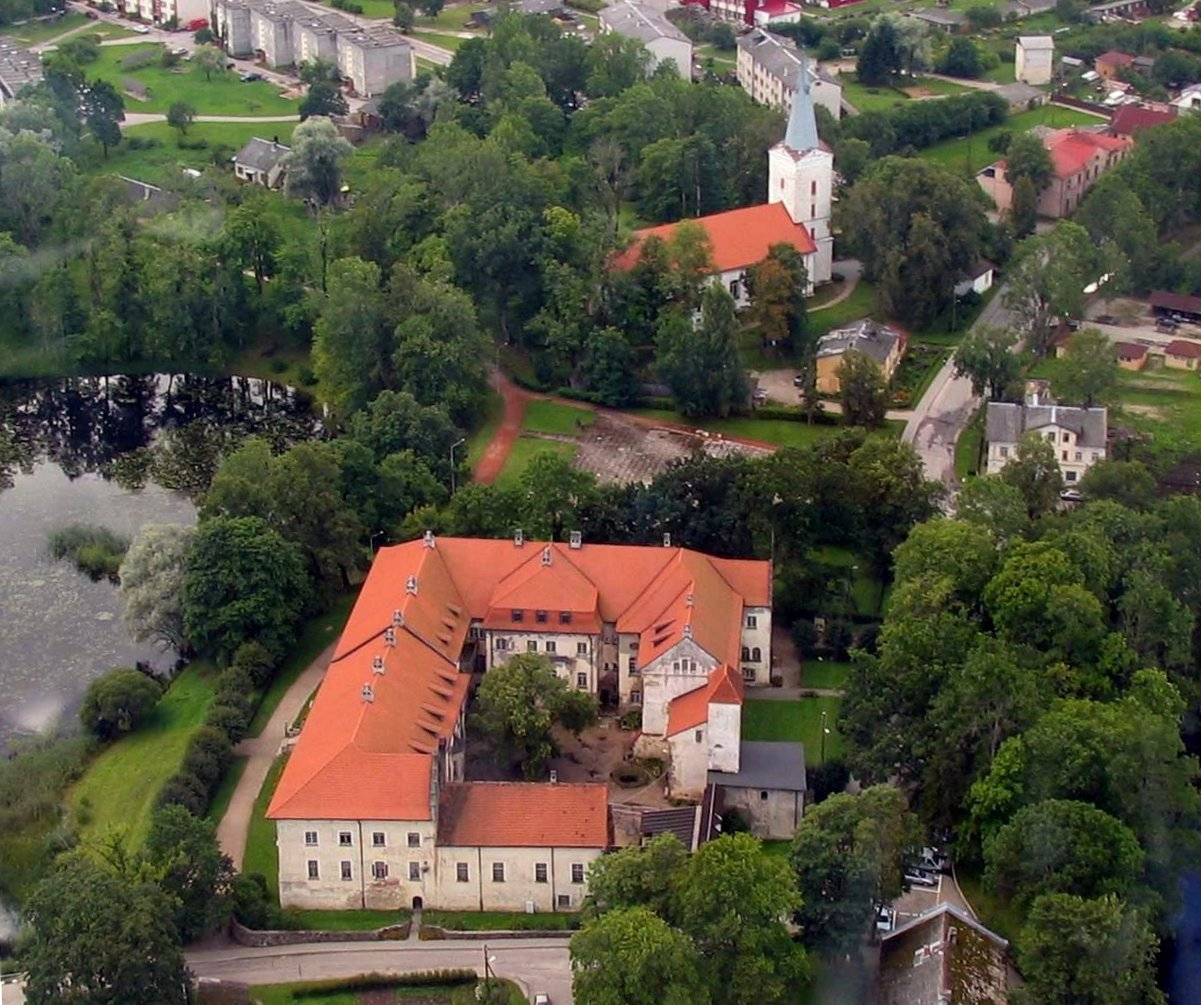
Schloss Dondangen, ehemaliger Sitz der Kommandantur des SS-Truppenübungsplatzes

Im Herbst 1943 wurde in Lettland mit der Errichtung des SS-Truppenübungsplatzes Seelager begonnen. Der SS-Truppenübungsplatz entstand um die Ortschaft Dondangen.
Zum Jahreswechsel 1942/43 wurde mit einer signifikanten personellen Verstärkung der Verbände der Waffen-SS begonnen. Zur Realisierung dieses massiven Ausbaues der Truppenstärke mussten die vorhandenen Unterkünfte und Ausbildungskapazitäten erweitert bzw. neue geschaffen werden. Daher beschloss das SS-Führungshauptamt die Errichtung von vier neuen Truppenübungsplätzen. Zu diesen zählte der SS-Truppenübungsplätze Kurmark bei Lieberose in Brandenburg, der SS-Truppenübungsplatz Westpreußen bei Bruss in Westpreußen, der SS-Truppenübungsplatz Seelager in Dondangen (Lettland) und der SS-Truppenübungsplatz Moorlager bei Bereza Kartuska im Generalgouvernement Polen. Die Kommandantur des Truppenübungsplatzes wurde im Schloss Dondangen eingerichtet. Zur Errichtung des Übungsplatzes wurden die Bewohner der Gemeinden Dondangen, Lubessern und Erwahlen zwangsumgesiedelt. Alle drei Gemeinden befinden sich an der Nordspitze der Halbinsel Kurland. Zu den Bauarbeiten wurden unter anderem Zwangsarbeiter aus Westeuropa sowie etwa 6000 Juden aus dem KZ Kaiserwald bei Riga herangezogen. Kommandant der deshalb eingerichteten Lager Dondangen I und dem kleineren Dondangen II war SS-Hauptscharführer Gustav Sorge. Die Arbeiten an den Übungsplätzen sowie einer geplanten Musterkolonie deutscher Bauern im Sinne der Himmlerschen Ostbesiedlung wurden nach den Erfolgen der Roten Armee im Sommer 1944 abgebrochen.